# پارک اوی فوتو چیو کایهین
پارک اوی فوتو چیو کایهین (انگلیسی: Ōi Futō Chūō Kaihin Park) یک پارک عمومی در توکیو، ژاپن است.
این پارک که در مناطق شیناگاوا-کو و اوتا-کو قرار دارد در سال ۱۹۷۸ تأسیس شده و  ۴۵۴٬۲۷۱ مترمربع مساحت دارد. 
ورزشگاه‌های دو و میدانی، بیسبال، تنیس و گیتبال در این پارک ساخته شده است.